# 킬러들의 도시
《킬러들의 도시》(영어: In Bruges)는 2008년에 개봉한 영국과 미국의 블랙 코미디 범죄 스릴러 코미디 드라마 영화이다. 마틴 맥도나가 감독과 각본을 맡았으며, 콜린 패럴과 브렌던 글리슨이 벨기에 브뤼허에서 은신하게 된 런던 기반의 아일랜드인 청부 살인 업자 역으로, 레이프 파인스가 둘의 범죄 조직 두목 역으로 출연하였다. 브뤼허에서 촬영되었다.
2008년 1월 17일 제24회 선댄스 영화제에서 야간 개막작으로 상영되었고, 2008년 2월 8일에 미국에서 제한적으로 개봉되었다. 영화는 블랙 코미디와 극중 인물들이 나누는 대화에 힙입어 컬트 영화 지위를 얻었다.
2009년 패럴은 이 작품을 통해 제66회 골든 글로브상 뮤지컬·코미디 영화 부문 남우 주연상을 수상했고, 맥도나는 제62회 영국 아카데미 영화상 각본상을 수상했다.

## 줄거리
경험이 부족한 청부 살인 업자 레이는 고백를 하다가 사제를 쏴 죽인다. 그 과정에서 사제 뒤에 있어 모습이 가려져 있던 어린 소년이 함께 맞아 사망한다. 두목 해리는 레이와 레이의 멘토 켄에게 한동안 브뤼허에 숨어 있으면서 다음 지시를 기다리라고 한다. 켄은 브뤼허를 아름답고 느긋하게 휴식할 수 있는 장소로 여기지만 레이는 지루하다며 싫어한다.
둘은 한 난쟁이 배우가 참여하는 영화 촬영장을 맞닥뜨리고, 레이는 제작 보조인 마약상 클로에에게 이끌린다. 레이는 클로에를 데리고 찾은 식당에서 근처의 캐나다 커플이 실내 흡연에 항의하자 남자에게 주먹을 휘두른다. 클로에는 레이를 자신의 아파트로 데려가고, 두 사람이 막 관계를 맺으려는 순간 전 남자친구 에이리크가 나타나 권총으로 위협한다. 레이는 손쉽게 에이리크를 제압하고, 얼굴에 공포탄을 쏴 한쪽 눈을 멀게 만든다. 클로에는 에이리크와 자신의 본업이 여행객 대상 강도질임을 실토하지만, 레이를 털 생각은 없었다고 주장한다. 클로에는 에이리크를 병원으로 데려가고, 레이는 실탄을 채운 에이리크의 총과 마약을 챙긴다. 레이와 켄은 예의 난쟁이 배우 지미와 흥청망청 밤을 보내고, 코카인을 한 지미는 흑인과 백인 사이에 전쟁이 임박했다고 떠들어댄다.
해리는 켄에게 전화를 걸어 브뤼허 여행이 실은 레이를 죽이기 전에 레이에게 마지막으로 좋은 경험을 선사하려는 의도였음을 밝힌다. 해리는 레이가 실수로라도 아이를 죽인 것은 용납될 수 없는 일이라며 켄에게 레이를 죽이라고 명령한다. 해리의 지역 연락책 이우리에게 권총을 받은 켄은 레이를 죽이려고 공원에 찾아갔다가 본인이 소년을 죽인 것에 상심한 레이가 에이리크의 총으로 자살을 하려는 걸 보게 된다. 켄은 레이를 말린 뒤 해리에게서 받은 명령에 대해 털어놓고, 브뤼허를 떠나 새 출발을 하라고 권한다. 켄은 레이가 다시 자살 시도를 하지 못하게 총을 압수하고, 레이에게 얼마간의 돈을 쥐어 주면서 그를 다른 도시로 떠나는 기차에 태워 보낸다.
켄이 해리에게 전화해 이 사실을 알리자 해리는 명령에 불복한 것에 분노하고, 총 한 자루와 이우리의 덤덤탄 한 상자를 챙기며 본인이 직접 브뤼허로 갈 채비를 한다. 해리는 카페에서 켄을 발견해 함께 술을 마시고, 해리는 자신이 아이를 죽였다면 그 즉시 자살했을 거라고 장담한다. 켄은 해리에게 속죄할 기회가 주어져야 한다고 말하고, 사람들 눈을 피해 종탑에 올라 자신과 결전을 벌일 것을 제안한다. 막상 종탑에 도착했을 때 해리는 차마 켄을 죽이지 못하고, 레이를 죽이라는 명령을 따르지 않은 것에 대한 벌로 켄의 다리를 쏜다.
한편 레이를 실은 기차는 운행 도중 정지하고, 레이는 캐나다인을 폭행한 죄로 다시 브뤼허로 인계된다. 클로에는 보석금을 내 레이를 풀어 주고, 둘은 브뤼허의 종탑 밑 시장 광장에서 술을 마신다. 에이리크는 시장 광장을 가로질러 가다가 데이트를 하고 있는 레이와 클로에를 발견한다. 이우리의 아들인 에이리크는 탑으로 달려가, 켄을 부축하며 함께 탑을 내려오고 있던 해리에게 이 사실을 알린다. 켄은 해리에게서 총을 빼앗으려 하지만 해리는 켄의 목에 총을 쏘고 광장으로 달려간다. 치명상을 입은 켄은 탑 꼭대기로 올라간 뒤 레이에게 임박한 위험을 알리기 위해 탑에서 뛰어내린다.
그 결과 켄이 소지하고 있던 총이 부서져 고장나고, 레이는 에이리크의 총을 챙기기 위해 호텔로 돌아간다. 해리는 레이를 뒤쫓아 호텔로 가지만 임신한 호텔 주인 마리가 해리의 출입을 막는다. 해리와 레이는 마리와 뱃속의 아기가 다치는 일을 피하기 위해 운하로 이동해 추격전을 계속하고, 레이는 지나가는 바지선 위로 뛰어들다가 총을 놓쳐 물에 떨어뜨려 버린다.
해리는 원거리에서 레이의 복부를 맞추고, 비틀거리며 이동하던 레이는 지미의 촬영 현장에 난입한다. 레이를 따라잡은 해리는 연이어 덤덤탄을 쏘다가 마침 교복 복장을 한 지미를 맞추고, 자신이 아동을 죽였다고 착각하여 레이의 만류에도 불구하고 총구를 입에 물고 자살한다. 레이는 응급차에 실려가면서 지옥의 본질을 고찰하다가 브뤼허의 영원한 휴가가 곧 지옥이 아닐까 생각한다. 이후 그의 운명은 알 수 없다.

## 출연진
- 콜린 패럴 - 레이 역
- 브렌던 글리슨 - 켄 데일리 역
- 레이프 파인스 - 해리 워터스 역
- 클레망스 포에지 - 클로에 빌레터 역
- 조던 프렌티스 - 지미 역
- 테클라 뢰턴 - 마리 역
- 제레미 레니에 - 에이리크 역
- 애나 메이들리 - 데니서 역: 창녀.
- 엘리자베스 베링턴 - 내털리 워터스 역
- 에리크 고동 - 이우리 역
- 젤코 이바넥 - 캐나다인 역
- 키어런 하인즈 - 사제 역 (크레디트 미기재)

## 반응

### 흥행
- 대한민국: 57,000명

### 평가
평단으로부터 대체로 좋은 평가를 받았다. 리뷰 애그리게이터 웹사이트 로튼 토마토에서는 2025년 6월 기준으로 리뷰 211편에 근거해 지지도가 84%로 나타났다.

## 우리말 녹음
KBS 성우진
- 양석정 - 레이(콜린 패럴)
- 유해무 - 켄(브렌던 글리슨)
- 이정구 - 해리(레이프 파인스)
- 박지윤 - 클로에(클레망스 포에지)
- 이원준 - 지미(조던 프렌티스)
- 온영삼 - 이우리(에리크 고동)
- 정미경 - 마리(테클라 뢰턴)
- 최정호 - 에이리크(제레미 레니에)
- 곽윤상 - 매표원(뤼디 블로머)
- 박영재 - 캐나다인(젤코 이바넥)
- 홍선영 - 내털리(엘리자베스 베링턴)